# 楊斌彥
楊斌彥（1926年11月8日—2011年10月19日），台北州台北市大稻埕人，台北二中、台灣大學化工系畢業，曾組織中共台大工學院支部，自新後與同學研發黏性膠帶，1961年成立四維企業股份有限公司，長年推廣網球運動，培養許多優秀選手，被譽為「台灣女網之父」、「台灣網球之父」，2011年10月19日逝世於台北。

## 生平

### 少年時代
楊斌彥，1926年11月8生於台北州台北市大稻埕，幼年家境富裕，就讀大橋國校時，日本教師放學後多在學校操場打網球，楊斌彥也因此愛上網球運動，1940年考入台北二中 ，二中對抗權威的傳統影響了少年楊斌彥。
1945年二戰結束後，楊斌彥考入了台灣大學工學院化工系就讀，由於喜歡古典音樂，在大學時成立了「民謠歌劇社」，父親買下衡陽路靠新公園店面，成立一家名為「田園」的咖啡西餐廳，成為楊斌彥結識文人雅士與好友聚會的地方。

### 加入共產黨
1947年二二八事件發生後，知識分子大量左傾，中共台灣省工委由蔡孝乾擔任書記，在台發展組織，而台大與師院等學生組織，則由徐懋德負責，1947年王子英吸收楊斌彥加入中國共產黨，並與工學院王超倫、涂南山、簡文宣及農學院的陳挺旭共同成立省工委學生工作委員會台大工學院支部，由王超倫擔任書記，受學工委書記師院學生楊廷椅領導，石玉峰由化學系學長楊斌彥介紹加入中國共產黨台大工學院支部，石玉峰先後引薦吳東烈、施至誠等好友加入組織，並擔任小組長。

### 潛逃與自新
1949年8月，光明報事件導致省工委組織瓦解，王超倫、石玉峰等人遭到逮捕，先後被判處死刑及槍決。楊斌彥與羅吉月逃往桃園新竹，隨書記陳福星逃往苗栗山區一帶躲藏。1951年，由於幹部劉興炎遭逮捕策反，1952年4月老洪在魚藤坪被捕，自此，省工委覆滅。楊斌彥與幹部們一同自新，許多成員都選擇進入情報局工作，楊斌彥則接受短暫感訓後獲釋。

### 成立實業
1954年楊斌彥先生與台大化工系第五屆校友鄭建炎、謝耀東、楊俊傑一起成立了偉美化工廠，克難的研發製造出華人第一捲黏性膠帶。1961年創立「四維企業股份有限公司」，生產各式膠帶，70年代四維開發出電子工業專用膠帶，並成功開發出超透明膠帶，技術領先其他品牌，之後並開發醫療用透氣膠帶，研發無聲易拉膠帶，成為產業龍頭，不僅獲得多項專利，並成為產業佼佼者，1995年正式與世界排名第二大廠商德國拜多福公司合作，成為亞洲最大的膠帶商，在新加坡、中國的西安、青島、成都、佛山等地擴增銷售據點，成為行銷至全球七大洲，超越一百個國家的企業集團，楊斌彥也成為集團總裁，擔任台灣區膠帶公會理事長、全國工業總會理事等職。

### 美國陷阱[7]
1994年9月4日，楊斌彥與女兒楊慧貞去觀賞美國網球公開賽，在機場遭到美國FBI逮捕，罪名是商業間諜，美國艾利公司控訴，楊彥斌雇用原艾利公司的員工李天宏，自79年至85年，六年間持續而廣泛的竊取艾利公司商業機密資料，因而向美國聯邦調查局檢舉，控告四維公司侵權。四維公司被判賠500萬美金，楊斌彥被罰款25萬美金。民事訴訟方面，克利夫蘭聯邦法庭陪審團於2000年2月6日判決四維公司應支付艾佛瑞．丹尼斯公司6,000萬美元，包括不當使用營業秘密1,000美元，損害賠償1,000萬美元，懲罰性損害賠償金3,000萬美元等。
楊斌彥則在受記者採訪時表示情況是四維提供很多相關的資料給艾利佛森，最後四維和德國拜多福公司合作，艾利佛森公司因此藉機報復，並預先通知聯邦調查局設計陷阱，在美國誘捕楊斌彥。
FBI 介入商業競爭的情況不只針對台灣企業，如當時的永豐公司、威盛或宏達電等，法國的阿爾斯通或者日本的東芝都曾面臨類似情況。

### 台灣女網之父
2014年5月12日，謝淑薇正式登上女子雙打排名第一，2017年詹詠然登上女子網球雙打世界第一並維持長達33週。王思婷女網的世界排名最高第26名，謝淑薇則是第23名，而她們都是楊斌彥長期贊助的選手。
楊斌彥熱愛網球運動，培育網壇基層不遺餘力，曾擔任第6屆全國網協理事長並受頒為榮譽理事長，長年贊助網球活動，1994年起由他出錢出力推動的四維膠帶盃學童網球錦標賽，培育優秀網球小選手，包含盧彥勳、王宇佐、楊宗樺、謝淑薇、詹詠然等選手都曾參加過比賽。楊斌彥並贊助王思婷、謝淑薇、翁子婷、陳宥安、詹詠然、詹瑋、張凱貞等網球選手，成為台灣選手登上世界網球排名的幕後推手。
2013年9月22日，謝淑薇在廣州女網賽得到冠軍。連同王思婷的六個WTA冠軍，台灣總計有八個WTA冠軍，都是由四維贊助的選手包辦。2012年廣州女網賽奪冠的隔天，謝淑薇在臉書上寫道：「一年了，我們親愛的楊伯伯斌彥先生，您總是默默的關注著我們…，您在上面是不是也遇見天使了！」